# Predstavnička demokracija

Predstavnička demokracija, izborna ili neizravna demokracija vrsta je demokracije u kojoj predstavnike biraju birači. Gotovo sve moderne demokracije zapadnog tipa funkcioniraju kao neka vrsta predstavničke demokracije: na primjer, Ujedinjeno Kraljevstvo (unitarna parlamentarna ustavna monarhija), Njemačka (federalna parlamentarna republika), Francuska (unitarna polupredsjednička republika) i Sjedinjene Američke Države (savezna predsjednička republika). Ovo se razlikuje od izravne demokracije, gdje javnost izravno glasuje o zakonima ili politikama, a ne predstavnici.
Političke stranke često postaju istaknute u predstavničkoj demokraciji ako izborni sustavi zahtijevaju ili potiču birače da glasaju za političke stranke ili za kandidate povezane s političkim strankama (za razliku od glasovanja za pojedinačne predstavnike). Neki politički teoretičari (uključujući Roberta Dahla, Gregoryja Houstona i Iana Liebenberga) opisali su predstavničku demokraciju kao poliarhiju.
Predstavnička demokracija može se organizirati na različite načine uključujući i parlamentarni i predsjednički sustav vlasti. Izabrani predstavnici obično čine zakonodavno tijelo (kao što je parlament ili kongres), koje se može sastojati od jednog doma (jednodomno), dva doma (dvodomno) ili više od dva doma (višedomno). Tamo gdje postoje dva ili više domova, njihovi se članovi često biraju na različite načine. Moć predstavnika obično je ograničena ustavom (kao u ustavnoj demokraciji ili ustavnoj monarhiji) ili drugim mjerama za uravnoteženje predstavničke moći:
- Neovisno sudstvo, koje može imati ovlasti proglasiti zakonodavne akte neustavnim (npr. ustavni sud, vrhovni sud).
- Ustav također može predvidjeti neku deliberativnu demokraciju (npr. Kraljevske komisije) ili izravne narodne mjere (npr. inicijativu, referendum, izbore za opoziv). Međutim, oni nisu uvijek obvezujući i zakonska moć obično čvrsto ostaje u rukama predstavnika.
- U nekim slučajevima, dvodomno zakonodavno tijelo može imati „gornji dom” koji se ne bira izravno, kao što je Senat Kanade, koji je pak oblikovan po uzoru na britanski Dom lordova.

Neki politički teoretičari, poput Edmunda Burkea, vjeruju da dio dužnosti predstavnika nije samo slijediti želje birača, već i koristiti vlastitu prosudbu u izvršavanju svojih ovlasti, čak i ako njihovi stavovi ne odražavaju onih većine birača. Predstavnik koji odluči izvršiti želje svojih birača djeluje kao delegat. Ako zastupnik odluči upotrijebiti svoju najbolju prosudbu i znanje pri donošenju odluka, čak i kada se članovi ne slažu u potpunosti s odlukom, tada zastupnik djeluje kao povjerenik.